# 科奇斯 (亞利桑那州)
科奇斯（英語：Cochise）是位於美國亞利桑那州科奇斯縣的一個非建制地區。該地的面積和人口皆未知。

## 地理
科奇斯的座標為32°06′49″N 109°55′18″W / 32.11361°N 109.92167°W，而該地的平均海拔高度為1287米（即4222英尺）。